# Antonio Candreva
Antonio Candreva (Róma, 1987. február 28. –) olasz válogatott labdarúgó, jelenleg a Sampdoria játékosa kölcsönben az Internazionale csapatától.
Posztját tekintve szélső középpályás.

## Sikerei, díjai
Lazio
- Olasz kupagyőztes (1): 2012–13

Olaszország
- Konföderációs kupa bronzérmes (1): 2013